# Bokkremla
Bokkremla (Russula nobilis) är en svampart som beskrevs av Velen. 1920. Russula nobilis ingår i släktet kremlor och familjen kremlor och riskor.   Inga underarter finns listade i Catalogue of Life.
I den svenska databasen Dyntaxa används istället namnet Russula mairei för samma taxon.  Arten är reproducerande i Sverige.

## Källor

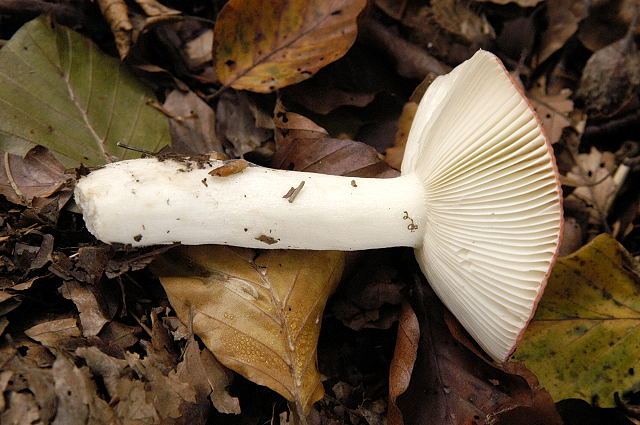